# Apolania
Apolania segmentata es una especie de arañas araneomorfas de la familia Ctenidae. Es la única especie del género monotípico Apolania.  Es nativa de Seychelles.